# Cena Ditmar
Cena Ditmar (anglicky Ditmar Award, dříve Australian Science Fiction Achievement Award) je udělována každoročně od roku 1969 na setkání Australian National Science Fiction Convention (Natcon), odměňuje úspěšné autory zejména australské science fiction (včetně fantasy a horroru). Je obdobná jako cena Hugo, je však více zaměřená na domácí tvorbu než na mezinárodní. Je pojmenována po
australském umělci a fanouškovi Martinu Jamesi Ditmaru "Dicku" Jenssenovi, který finančně podporoval toto ocenění v jeho začátcích.
V současnosti má několik kategorií, např. za nejlepší román, novelu, noveletu, povídku, nejlepší nový talent, nejlepší výtvarné dílo atd.